# 卡尔·央斯基
卡爾·吉德·央斯基（英語：Karl Guthe Jansky，1905年10月22日—1950年2月14日）是一位美国无线电工程师，也是無線电天文学先驅。他于1932年发现了來自银河系中心的无线电波，这一发现标志着無線电天文学诞生。为了纪念他做出的贡献，1973年8月举行的国际天文学联合会第十五次大会上，射电天文小组委员会通过决议，使用“央斯基（Jansky）”作为天体射电流量密度的单位，简写作“央（Jy）”，并且纳入国际物理单位系统。

## 生平

### 早期
卡爾·央斯基於1905年出生在美國奧克拉荷馬州，他的父親西里爾·央斯基是奧克拉荷馬大學工程學院院長。西里爾·央斯基是出生在威斯康星州的捷克移民，16歲開始擔任教師，以美國威斯康辛大學電氣工程教授的身分退休。他對物理學具有濃厚的興趣，這種特質也傳遞給他的兒子卡爾·央斯基。
卡爾·央斯基的母親尼爾森·莫羅具有法國和英國的血統。卡爾的弟弟西里爾·央斯基小他10歲，幫助他建立了一些美國國內最早的無線電發射器，包括在威斯康辛州和明尼蘇達州。
1927年，卡爾·央斯基進入威斯康辛大學麥迪遜分校就讀，並順利獲得物理學學士學位。1928年，他加入了位於新澤西州蒙茅斯縣貝爾實驗室。央斯基擔任無線電工程師，工作是調查背景雜訊來源，它可能會干擾無線電傳輸。

### 無線電天文學
央斯基在貝爾實驗室設置天線，用來接收頻率為20.5兆赫茲（波長約14.6米）的無線電波。它被安裝在轉盤上，可以讓它朝向任何方向旋轉，因此被稱為「央斯基的旋轉木馬」。它的直徑大約為100英尺，高20英尺。藉由旋轉放置於4組福特T型車上的天線，可以精確定位接收到的信號方向。

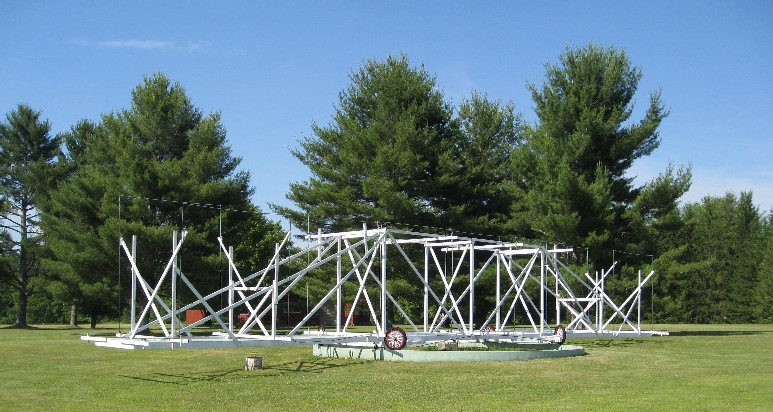
卡爾·央斯基使用的天線裝置複製品，位於美國國家射電天文台

在記錄到來自四面八方的信號數個月後，央斯基最終將背景雜訊歸類成三種類型：附近的雷雨、遙遠的雷雨，來歷不明的淡淡嘶嘶聲。他花了一年多的時間來調查第三種類型的背景雜訊，發現其強度每天都會漲落一次。
卡爾·央斯基初步推測該雜訊來自太陽輻射。然而幾個月後，該最強的雜訊號源開始遠離太陽的位置。卡爾·央斯基也確定信號的重複週期為23小時56分鐘，剛好是地球相對於宇宙的自轉時間（恆星日），而不是太陽日（24小時）。央斯基認為它來自於銀河系中心，而人馬座方向的訊號源是最強的。
他的發現受到廣泛宣傳，出現在1933年5月5日的《紐約時報》上。他於1933年也出版了經典論文《明顯的外太空電子干擾源頭》。卡爾·央斯基想更詳細的進一步調查銀河系的無線電波。他隨後提交了一份建議書，想要貝爾實驗室建立一個直徑30米的碟形天線，它擁有更高的靈敏度，更能夠仔細的觀測該訊號源。然而貝爾實驗室拒絕了他的請求，因為檢測該輻射源不會對穿越大西洋的通信系統產生明顯的影響。央斯基後來重新分配至另一項工作計劃，於是未能進一步研究。
卡爾·央斯基一直居住在新澤西州，1950年由於心臟病去世。

## 影響
曾經一些科學家對於央斯基的發現感到興趣，但是無線電天文學領域仍然處於停滯狀態好幾年，部分原因是由於央斯基缺乏正規的天文學家訓練。他的重大發現剛好遇到經濟大蕭條，故天文台不願進行任何新的研究項目。
央斯基的發現對於無線電天文學有很大的影響：無線電工程師格羅特·雷伯在伊利諾伊州建造一個無線電望遠鏡，並重做了卡爾·央斯基早期的工作。约翰·丹尼尔·克劳斯於第二次世界大戰結束後，在俄亥俄州立大學開始進行無線電觀測。

## 紀念
为了纪念卡爾·央斯基的贡献，射电天文小组委员会在1973年8月举行的国际天文学联合会第十五次大会上，通过决议使用“央斯基（Jansky）”作为天体射电流量密度的单位，简写作“央（Jy）”，并且纳入国际物理单位系统。月球上的撞擊坑央斯基（Jansky）也以他來命名。
美國國家射電天文台博士後獎學金計劃被命名為卡爾·央斯基計畫。此外，美國國家射電天文台每年頒發揚斯基獎。2012年1月10日，美國國家射電天文台的甚大天線陣（VLA）被重新命名為卡爾·央斯基甚大天線陣，以紀念他對於無線電天文學的貢獻。央斯基原先使用的天線裝置目前位於貝爾實驗室場區，並設置有紀念牌。
央斯基雜訊以卡爾·央斯基來命名，指的是宇宙發射出的高頻雜訊干擾。

## 外部連結
- My Brother Karl Jansky and His Discovery of Radio Waves from Beyond the Earth （页面存档备份，存于）
- F. Ghigo. . National Radio Astronomy Observatory. 2006-02-07  [2006-08-24]. （原始内容存档于2006-08-31）.
- Accompanying 3 photos: from 1962, from c.1960 (with Grote Reber), and one of Karl Jansky, another astronomy pioneer, from c.1930.
- Encyclopedia of Oklahoma History and Culture - Jansky, Karl
- http://www.nrao.edu/whatisra/hist_jansky.shtml（页面存档备份，存于）
- http://www.bell-labs.com/news/1998/june/4/2.html （页面存档备份，存于）